# Zond 7
Zond 7 (ros. Зонд 7) – kolejny bezzałogowy lot radzieckiego statku kosmicznego Sojuz 7K-Ł1 w ramach programu Zond. Statki tego typu miały posłużyć do przyszłych załogowych lotów księżycowych (nigdy niezrealizowanych).

## Cel misji
Sonda wystrzelona z zadaniem okrążenia Księżyca i powrotu na Ziemię. Realizacja programu zbliżonego do programu sondy Zond 6, która zbliżyła się do Księżyca na odległość 2420 km. Sonda została wyposażona w precyzyjną aparaturę fotograficzną umożliwiającą wykonanie wyraźnych, barwnych zdjęć powierzchni Księżyca i Ziemi.

## Przebieg misji
Sonda Zond 7 wystartowała 7 sierpnia 1969 roku z kosmodromu Bajkonur w Kazachstanie. Po dotarciu do Księżyca na odległość około 1230 km w dniu 11 sierpnia 1969 roku rozpoczęła lot w kierunku Ziemi.

### Etapy lotu

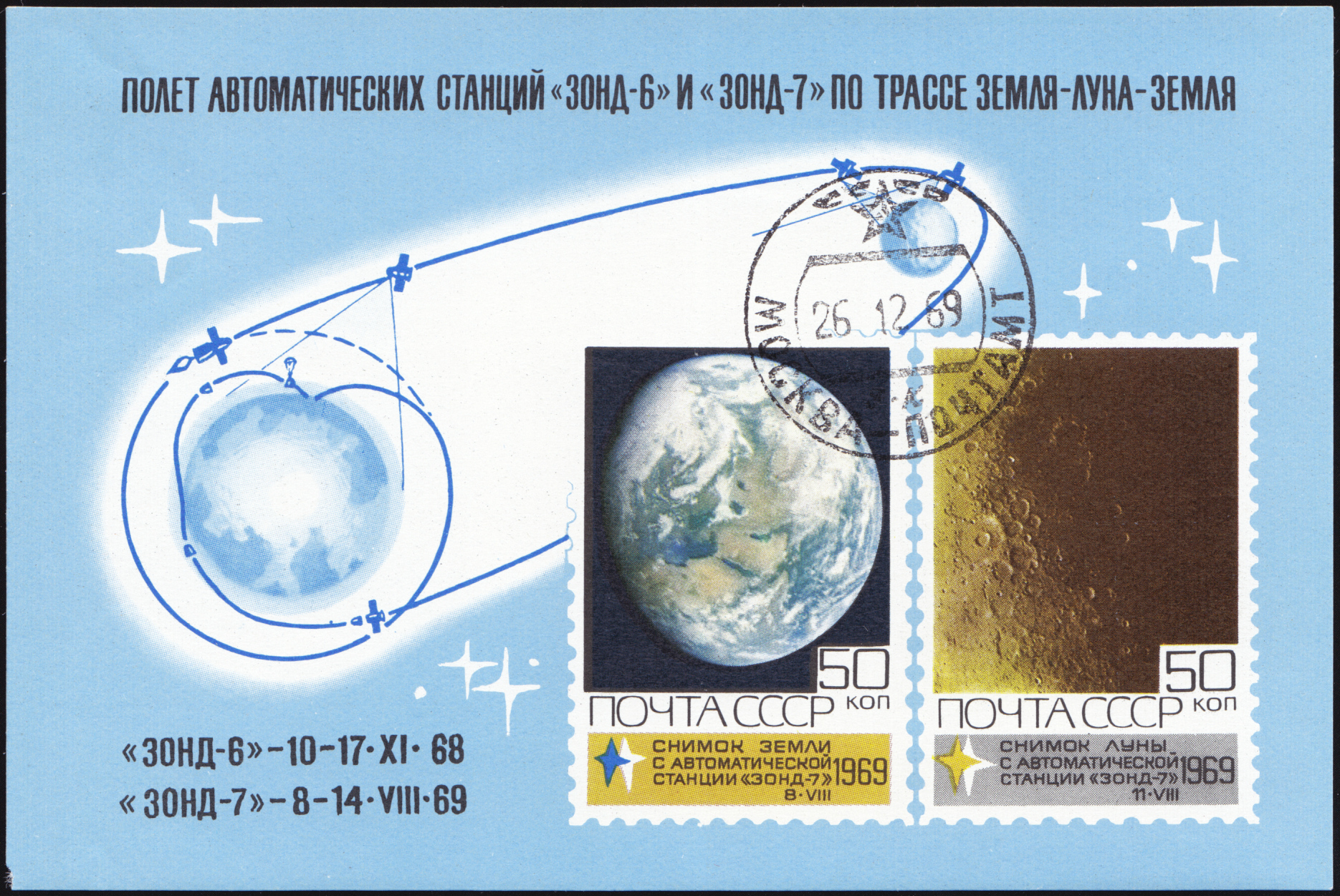
Orbita Zond 7, zdjęcia Ziemi i Księżyca na bloku pocztowym ZSRR, 1969.

1. start i wejście na orbitę parkingową, okołoziemską
2. start z orbity parkingowej na tor prowadzący w stronę Księżyca
3. fotografowanie Ziemi w czasie lotu w kierunku Księżyca
4. fotografowanie Księżyca (1. seans – strona Księżyca dostrzegana z Ziemi)
5. fotografowanie Księżyca i Ziemi z odległości orbity Księżyca (2. seans – strona Księżyca niewidoczna z powierzchni Ziemi)
6. oddzielenie lądownika od próbnika Zond 7
7. pierwsze wtargnięcie w atmosferę
8. drugie wtargnięcie w atmosferę
9. łagodne lądowanie na Ziemi[4]

### Pierwszy seans fotograficzny

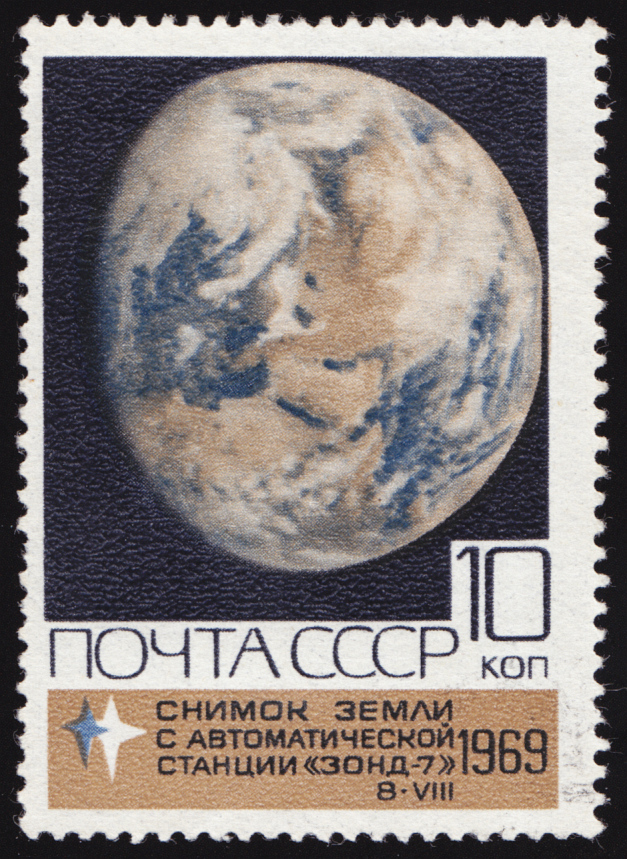
Kolorowe zdjęcie Ziemi zrobione przez Zondę 7 na znaczku pocztowym ZSRR.

8 sierpnia 1969 roku w godzinach od 6:52 do 7:26 aparatura fotograficzna na pokładzie statku wykonała z odległości około 70 000 km od Ziemi pierwsze kolorowe zdjęcia. Zostało jej nadane takie usytuowanie, że oś główna aparatury fotograficznej wskazywała na środek tarczy Ziemi. Statek znajdował się w zenicie nad Morzem Kaspijskim.

### Drugi seans fotograficzny
Również kolorowe zdjęcia zostały wykonane 11 sierpnia 1969 roku, seans rozpoczął się o godzinie 3:28 z odległości około 10 000 km od powierzchni Księżyca. Na barwnych zdjęciach Ocean Burz ma barwę szarawo-brunatną z zielonym połyskiem. Pozostała część powierzchni Księżyca, jaśniejąca w słonecznym blasku jest szaro-żółta.

### Trzecia sesja fotograficzna
Trzeci seria zdjęć została rozpoczęta w godzinę po zakończeniu drugiej – na kilka minut przed wejściem próbnika w cień radiowy Księżyca. Oś główna aparatury znów została skierowana na środek tarczy Ziemi. Początek wykonywania zdjęć miał miejsce w chwili, gdy Zond 7 znajdowała się 2000 km od powierzchni Księżyca. Fotografowanie trwało do chwili znalezienia się sondy w peryselenium. Na zdjęciach widać fragmenty drugiej strony Srebrnego Globu. Oprócz obrazów Księżyca została sfotografowana Ziemia na tle horyzontu księżycowego.

## Powrót na Ziemię
Sonda prawidłowo weszła w atmosferę i to tak dokładnie, że wylądowała 14 sierpnia 1969 roku na południe od miasta Kustanaj w Kazachstanie, niecałe 50 km od wyznaczonego punktu.
Przez cały czas lotu sonda nie miała żadnej awarii. Jednak jej lot miał miejsce w sierpniu 1969 roku, a więc w miesiąc po tym, kiedy Neil Armstrong stanął na Księżycu. W związku z tym lot radzieckiej sondy nie miał wartości propagandowej.